# Drag Race France (3. sezona)
Treća sezona francuske reality emisije Drag Race France s prikazivanjem je započela 31. svibnja 2024. godine. Emisija se prikazuje na kanalima France.tv Slash i France 2 u Francuskoj te na usluzi WOW Presents Plus u Hrvatskoj i ostatku svijeta.
Pobjednica sezone je Le Filip, drag kraljica iz Hrvatske.

## Produkcija
Prijave za treću sezonu bile su otvorene 19. listopada 2023. godine s rokom prijave do 10. studenoga iste godine.
Desetero natjecatelja treće sezone bilo je objavljeno 24. travnja 2024. godine putem društvenih mreža. Kao i u prethodnoj sezoni, voditeljica emisije je Nicky Doll, a glavni suci su francuska glumica i stilistica Daphné Bürki te pjevač i plesač Kiddy Smile. U sezoni se natječe i Le Filip, prva drag kraljica u serijalu Drag Race koja je porijeklom iz Hrvatske, ujedno i članica zagrebačkog umjetničkog sastava House of Flamingo.

## Natjecatelji
| Natjecatelj      | Dob | Mjesto                 | Plasman |
| ---------------- | --- | ---------------------- | ------- |
| Le Filip         | 29  | Pariz                  | 1.      |
| Ruby On The Nail | 34  | Marseille              | 2.      |
| Leona Winter     | 28  | Perpignan              | 3./4.   |
| Lula Strega      | 26  | Pariz                  | 3./4.   |
| Misty Phoenix    | 23  | Avignon                | 5.      |
| Perseo           | 21  | Las Palmas, Španjolska | 6.      |
| Norma Bell       | 25  | Saint-Denis, Réunion   | 7.      |
| Edeha Noire      | 34  | Lyon                   | 8.      |
| Magnetica        | 24  | Pariz                  | 9.      |
| Afrodite Amour   | 27  | Lyon                   | 10.     |

## Epizode
| 18. | 1. | "Voulez-Vous Drag Race Avec Moi Ce Soir?" | Norma Bell       | Afrodite Amour                             | 31. svibnja 2024. |
| Desetero novih drag kraljica ušlo je u natjecanje i predstavilo svoj drag gledateljima. Voditelj emisije Nicky Doll pozdravlja natjecatelje i upućuje ih na tzv. mini-izazov koji se sastajao od photoshootinga na plaži. Prema odluci voditelja, najbolju sliku imala je Magnetica koja je proglašena pobjednicom prvog mini-izazova. U glavnom izazovu premijerne epizode, natjecatelji su trebali sudjelovati u kabaretu. Natjecatelji su se podijelili u tri grupe, a zadatak im je bio napisati tekst za pjesmu kabareta u kojem će predstaviti svoju drag personu. Osim toga, natjecatelji su uz pomoć profesionalnog koreografa trebali pripremiti i koreografiju za kabaretsku izvedbu. Nakon izvedbe, natjecatelji su prezentirali svoje modne kombinacije na modnoj pisti, a kategorija je bila Made in France (dosl. Proizvedeno u Francuskoj). Na temelju izvedbe u glavnom izazovu te odjeće na modnoj pisti, žiri je odlučio da je Norma Bell pobjednica prve epizode, a osvojila je novčanu nagradu od tisuću eura. Osim toga, novitet ove sezone je da će se slika pobjednika izazova svakog tjedna od sada istaknuti na zidu radne sobe u kojoj natjecatelji borave svakodnevno. Žiri je odlučio da su Afrodite Amour i Edeha Noire imale najslabije izvedbe u glavnom izazovu, pa su stoga sudjelovale u prvom lispync dvoboju ove sezone. Edeha Noire je osvojila dvoboj, što znači da Afrodite Amour prva eliminirana drag kraljica treće sezone. - Gostujući suci: Jenifer i Charles de Vilmorin - Mini izazov: Fotografiranje na mehaničkoj dasci za surfanje - Glavni izazov: Snimiti i izvesti pjesmu za kabaretsku predstavu - Tema na modnoj reviji: Made in France (dosl. Proizvedeno u Francuskoj) - Natjecatelji na lipsync dvoboju: Afrodite Amour i Edeha Noire - Pjesma na lipsync dvoboju: Jenifer – Sur le fil |    |                                           |                  |                                            |                   |
| 19. | 2. | "Talent Show Extravaganza"                | Perseo           | Magnetica                                  | 7. lipnja 2024.   |
| Natjecatelji su prezentirali svoje nastupe u sklopu talent showa na glavnoj pozornici pred sucima. - Gostujući suci: Guillaume Diop i Virginie Efira - Mini izazov: Tinejdžerska plesna zabava - Glavni izazov: Nastupiti na talent showu pred sucima - Tema na modnoj reviji: Couture vivante (dosl. Živa kultura) - Natjecatelji na lipsync dvoboju: Magnetica i Ruby on the Nail - Pjesma na lipsync dvoboju: Dalida – Gigi l'amoroso |    |                                           |                  |                                            |                   |
| 20. | 3. | "Ball Games"                              | Lula Strega      | Edeha Noire                                | 14. lipnja 2024.  |
| Natjecatelji su sudjelovali u izazovima posvećenim Olimpijskim igrama u Parizu 2024. U sklopu glavnog tjednog izazova trebali su predstaviti dvije modne kombinacije. - Gostujući suci: Clara Luciani i Loïc Prigent - Mini izazov: Drag Olympics (dosl. Drag olimpijada) - Glavni izazov: Predstaviti dvije modne kombinacije u sklopu modnog izazova, uključujući i onu napravljenu u radnoj sobi - Tema na modnoj reviji: Flamme Olympique (dosl. Olimpijska baklja) i Cérémonie D'ouverture (dosl. Ceremonija otvaranja) - Natjecatelji na lipsync dvoboju: Edeha Noire i Ruby on the Nail - Pjesma na lipsync dvoboju: Clara Luciani – "C'est l'amour" |    |                                           |                  |                                            |                   |
| 21. | 4. | "Céline Dion: The Rusical"                | Leona Winters    | —                                          | 21. lipnja 2024.  |
| U sklopu mini izazova, natjecatelji su u parovima otkrili koliko zapravo znaju jedino drugima odgovarajući na razna osobna pitanja. Zatim je uslijedio ovotjedni glavni izazov: nastupit u mjuziklu o glazbenoj pop zvijezdi Céline Dion. Svaki je natjecatelj glumio Céline u određenoj eri njenog života i karijere: - Le Filip - Maman Dion (dosl. Mama Dion) - Leona Winters - Céline Vegas - Lula Strega - Céline Eurovision - Misty Phoenix - Féline Dion - Norma Bell - René Angélil - Perseo - Céline jeune (dosl. mlada Céline) - Ruby On The Nail - Céline américaine (dosl. američka Céline) Nakon mjuzikla, natjecatelji su na modnoj pisti predstavili modne kombinacije inspirirane poznatim Célineinim kombinacijama. S obzirom da je većina natjecatelja dobila pozitivne kritike, suci su odlučili kako ovaj tjedan nitko neće napustiti natjecanje. Umjesto toga, Le Filip i Leona Winters, kao dva natjecatelja s najboljom izvedbom, suočili su se u lipsync dvoboju za pobjedu. Prema odluci suca, Leona Winters pobijedila je u dvoboju. - Gostujući suci: Louane i Woodkid - Mini izazov: Parodija igre Les Z'amours u parovima - Glavni izazov: Nastupiti u mjuziklu o Céline Dion - Tema na modnoj reviji: La nuit des 1000 Céline (dosl. Noć tisuću Célina) - Natjecatelji na pobjedničkom lipsync dvoboju: Le Filip i Leona Winters - Pjesma na lipsync dvoboju: Céline Dion – "Pour que tu m'aimes encore" |    |                                           |                  |                                            |                   |
| 22. | 5. | "Snatch Game"                             | Ruby on the Nail | Norma Bell                                 | 28. lipnja 2024.  |
| Natjecatelji su u sklopu glavnog tjednog izazova sudjelovali u Snatch Gameu, izazovu u kojemu moraju glumiti odabrane poznate osobe i dati smiješne odgovore na pitanja. Ruby on the Nail proglašena je pobjednicom izazova, a na lipsync dvoboju su sudjelovali Le Filip i Norma Bell. Nakon dvoboja, Norma Bell je napustila natjecanje. - Gostujući suci: Cristina Córdula i Tahnee - Mini izazov: Reading is Fundamental - Glavni izazov: Snatch Game - Tema na modnoj reviji: Le Grand Méchant Look - Natjecatelji na lipsync dvoboju: Le Filip i Norma Bell - Pjesma na lipsync dvoboju: Les Rita Mitsouko – "Marcia Baïla" |    |                                           |                  |                                            |                   |
| 23. | 6. | "Makeover, Ma Grande Soeur Drag"          | Ruby On The Nail | Perseo                                     | 5. srpnja 2024.   |
| * Gostujući suci: Béatrice Dalle i Meryl Bie - Mini izazov: Bingo Loco - Glavni izazov: Makeover - Tema na modnoj reviji: Ma Grande Sœur Drag - Natjecatelji na lipsync dvoboju: Misty Phoenix i Perseo - Pjesma na lipsync dvoboju: David Guetta ft. Nicki Minaj, Bebe Rexha, Afrojack – "Hey Mama" |    |                                           |                  |                                            |                   |
| 24. | 7. | "La Folle Journée Drag"                   | Lula Strega      | Misty Phoenix                              | 12. srpnja 2024.  |
| 25. | 8. | "Grand Finale"                            | Le Filip         | Leona Winters Lula Strega Ruby On The Nail | 19. srpnja 2024.  |

## Vanjske poveznice
- Službena stranica na france.tv
- Drag Race France na Instagramu
- Drag Race France u internetskoj bazi filmova IMDb-a